# Puchar Świata w narciarstwie alpejskim 1969/1970
Sezon 1969/1970 Pucharu Świata w narciarstwie alpejskim rozpoczął się 10 grudnia 1969 we francuskim Val d’Isère, a zakończył 20 marca 1970 w amerykańskim Heavenly Valley. Rozegrano 26 konkurencji dla kobiet (5 zjazdów, 9 slalomów gigantów i 12 slalomów specjalnych) i 28 konkurencji dla mężczyzn (6 zjazdów, 11 slalomów gigantów i 11 slalomów specjalnych).
Puchar Narodów (łącznie) zdobyła bezapelacyjnie reprezentacja Francji, wyprzedzając Austrię i Stany Zjednoczone.

## Puchar Świata w narciarstwie alpejskim kobiet
Wśród kobiet najlepszą zawodniczką okazała się Francuzka Michèle Jacot, która zdobyła 180 punktów, wyprzedzając swoje rodaczki Françoise Macchi oraz Florence Steurer.
W poszczególnych klasyfikacjach tryumfowały:
- Isabelle Mir – zjazd
- Ingrid Lafforgue – slalom
- Michèle Jacot i  Françoise Macchi – slalom gigant

## Puchar Świata w narciarstwie alpejskim mężczyzn
Wśród mężczyzn najlepszym zawodnikiem okazał się Austriak Karl Schranz, który zdobył 148 punktów, wyprzedzając Patricka Russela z Francji oraz Włocha Gustava Thöni.
W poszczególnych klasyfikacjach tryumfowali:
- Karl Schranz i  Karl Cordin – zjazd
- Patrick Russel i  Alain Penz – slalom
- Gustav Thöni – slalom gigant

## Puchar Narodów (kobiety + mężczyźni)
- 1.  Francja – 1256 pkt
- 2.  Austria – 974 pkt
- 3.  Stany Zjednoczone – 714 pkt
- 4.  Szwajcaria – 467 pkt
- 5.  Włochy – 248 pkt